# Humedal costero de Totoral
El humedal costero de Totoral es un espacio natural de 368 hectáreas ubicado en el desierto de Atacama ubicado a medio camino entre las ciudades de Copiapó y Vallenar de la Región de Atacama que ha sido declarado santuario de la naturaleza por el Consejo de Monumentos Nacionales de Chile por decreto de 2021. Está incluido entre los 40 humedales prioritarios del Ministerio del Medio Ambiente de Chile.: 29 
El humedal se encuentra en la desembocadura de la quebrada Totoral y no debe ser confundido con el humedal Totoral, ubicado sobre la misma quebrada pero aguas arriba, a partir del poblado de Totoral (Chile).